# Benedict Kloeckner
Benedict Kloeckner (* 1989 in Neuwied) ist ein deutscher Cellist.

## Werdegang
Benedict Kloeckner begann seine professionelle Ausbildung mit 14 Jahren bei Martin Ostertag an der Musikhochschule Karlsruhe. Mehrfach mit Stipendien ausgezeichnet studierte er von 2009 bis 2016 an der Kronberg Academy Violoncello bei Frans Helmerson und Gary Hoffman. Mentoren waren Gidon Kremer, Steven Isserlis, David Geringas, Michael Sanderling und András Schiff.
Als Solist musizierte Benedict Kloeckner in Europa, den USA und Korea mit dem Royal Philharmonic Orchestra London, der Deutschen Radiophilharmonie, den Radio-Sinfonieorchestern des MDR und des NDR, der Deutschen Staatsphilharmonie, dem russischen und polnischen Staatsorchester, dem Slowakischen Rundfunkorchester, der Kremerata  Baltica, der Oslo Camerata, den Kammerorchestern von Prag, Berlin und Amsterdam sowie dem  Arcos Chamber Orchestra New York.
Der Cellist gastierte im Amsterdamer Concertgebouw, der Berliner Philharmonie, der Carnegie Hall in New York, im Seoul Arts Center, im Leipziger Gewandhaus, im Prager Rudolfinum und der Wigmore Hall London bis zur Tonhalle Zürich. Weitere Einladungen führten ihn nach München, Bukarest, Wien und Washington. 
Kloeckner arbeitete mit den Dirigenten Ingo Metzmacher, Michael Sanderling, Jan Söderblom, Simon Gaudenz, Howard Griffiths und Heinrich Schiff, sowie zeitgenössischen Komponisten wie Éric Tanguy, Wolfgang Rihm und Howard Blake.
Kammermusikpartner sind Emanuel Ax, Danae Dörken, Christoph Eschenbach, Anna Fedorova, José Gallardo, Gidon Kremer, Anne-Sophie Mutter und András Schiff.
2014 gründete Benedict Kloeckner das Internationale Musikfestival Koblenz, dessen künstlerische Leitung er auch innehat.
Ab September 2025 ist Benedict Kloeckner Professor an der École Normale de Musique Paris.

## Preise
- 2006: Kulturförderpreis des Landes Rheinland-Pfalz
- 2008: 1. Preis des Internationalen Solisten Wettbewerbs der Animato Stiftung Zürich
- 2008: Europäischen Kulturförderpreis der Stiftung Pro Europa
- 2009: Gewinner des 17. Instrumentenwettbewerbs der Deutschen Stiftung Musikleben
- 2010: Gewinner des Internationalen Rundfunkwettbewerbs der European Broadcasting Union (EBU)
- 2010: Preis der Jugendjury und Sonderpreis zur besten Interpretation der Wettbewerbskomposition von Thomas Demenga beim Wettbewerb Grand Prix Emanuel Feuermann
- 2012: Nicolas Firmenich Preis des Verbier  Festivals
- 2016: Sonderpreis: 1. Preis bei der Manhattan International Music  Competition, New York
- 2021 Opus Klassik Award – Wichtigster deutscher Preis für klassische Musik

## Aufnahmen
- Howard Blake schrieb  ihm eine  Sonate, die  der Cellist neben dem Gesamtwerk des Komponisten einspielte.
- Howard Blake: Diversions: Works By Howard Blake mit Howard Blake, Piano
- Verschiedene Komponisten: Impresiones Espanolas mit Niklas Liepe, Violine / Nils Liepe, Piano / José Gallardo, Piano
- Strauss/Poulence/Rihm: Werke für Violoncello & Klavier mit José Gallardo, Piano (nominiert für den Preis der deutschen Schallplattenkritik)
- Molinelli: Focus Cello mit dem Kremerata  Baltica unter Heinrich Schiff
- Chopin / Franck: Cello Sonatas  mit Anna Fedorova, Piano

## Stipendien
- Mehrere Gerd Bucerius-Stipendien der Deutschen Stiftung Musikleben
- Stipendium der Studienstiftung des deutschen Volkes
- Angela–Winkler–Stipendium
- Sigrid Henschen-Stipendium der Alfried Krupp von Bohlen und Halbach-Stiftung
- Stipendium der Oscar und Vera Ritter Stiftung